# Frank Stanton
Frank Nicholas Stanton (20 de marzo de 1908 - 24 de diciembre de 2006) fue un ejecutivo estadounidense. Entre 1946 y 1971 fue presidente de la CBS, y vicepresidente entre 1971 y 1973. También perteneció al consejo de la Corporación RAND entre 1961 y 1967. Junto con William S. Paley, Stanton es considerado el artífice del significativo crecimiento que experimentó la CBS, lo que la llevó a situarse entre los grandes medios de comunicación.
- Datos: Q1195372